# ويليام بيكون أوليفر
ويليام بيكون أوليفر هو محامي وسياسي أمريكي، ولد في 23 مايو 1867 في يوتاو في الولايات المتحدة، وتوفي في 27 مايو 1948 في نيو أورلينز في الولايات المتحدة. نشط حزبياً في الحزب الديمقراطي. وقد انتخب عضو مجلس النواب الأمريكي ‏.